# Marjanski Ivanovci
Marjanski Ivanovci – wieś w Chorwacji, w żupanii osijecko-barańskiej, w gminie Marijanci. W 2011 roku liczyła 2 mieszkańców.